# ОШ Радован Ковачевић Максим Лебане
ОШ „Радован Ковачевић Максим” у Лебану, једна је од установа основног образовања на територији општине Лебане.
Школа носи име по Радовану Ковачевићу Максиму, учеснику Народноослободилачке борбе и народном хероју Југославије.
Отварање основне школе у Лебану одобрио је министар просвете актом од 30. јула 1886. године П бр. 6614 одобрио, пошто нема у близини основне школе и што лебанска општина обећала да ће ускоро саградити нову школску зграду. За првог учитеља постављена је Јелена Предраговићева, свршена ученица Више женске школе у Београду. Она је у новоотвореној школи прве школске године 1886/87. 1. и 2. разред имала 35 ученика.
Поред матичне школе постоје и издвојена одељења у местима: Клајић, Гргуровце, Поповце, Горње Врановце, Горња и Доња Липовица, Гегља, Ново Село, Голи Рид, Нова Топола и Коњино.